# A fogoly (film, 2014)
A fogoly (eredeti címén: The Captive, korábban: Queen of the Night és Captives) 2014-es kanadai thriller, melyet Atom Egoyan és David Fraser forgatókönyvéből Egoyan rendezett. A film főszereplői Ryan Reynolds, Scott Speedman, Rosario Dawson, Mireille Enos, Kevin Durand és Alexia Fast.
Kanadában 2014.szeptember 5-én mutatták be, Magyarországon három hónappal később, december 4-én jelent meg magyar szinkronnal.
A film negatív értékeléseket kapott a kritikusoktól, de bevételi szempontból a költségvetésével szemben igen jól teljesített. A Metacritic oldalán a film értékelése 36% a 100-ból, ami 19 véleményen alapul. A Rotten Tomatoeson a Fogoly 29%-os minősítést kapott, 48 értékelés alapján.

## Cselekmény
Már nyolc éve annak, hogy a 9 éves Cassandrának nyoma veszett. A kétségbeesett apja, Matthew (Ryan Reynolds) és a rendőrség mindent elkövet, hogy megtalálják a kislányt, de nem jutnak semmire. Egyszer csak a szülők kapnak egy üzenetet, hogy a lány életben van és fogságban tartja egy Mika nevezetű emberrabló.

## Szereplők
| Színész         | Szereplő         | Magyar hang          |
| --------------- | ---------------- | -------------------- |
| Ryan Reynolds   | Matthew Lane     | Csík Csaba Krisztián |
| Scott Speedman  | Jeffrey Cornwall | Dolmány Attila       |
| Rosario Dawson  | Nicole Dunlop    | Pikali Gerda         |
| Mireille Enos   | Tina Lane        | Zsigmond Tamara      |
| Alexia Fast     | Cassandra Lane   | Czető Zsanett        |
| Kevin Durand    | Mika             | Rosta Sándor         |
| Bruce Greenwood | Vince            | Jakab Csaba          |